# Siwzew-Wraschek-Gasse

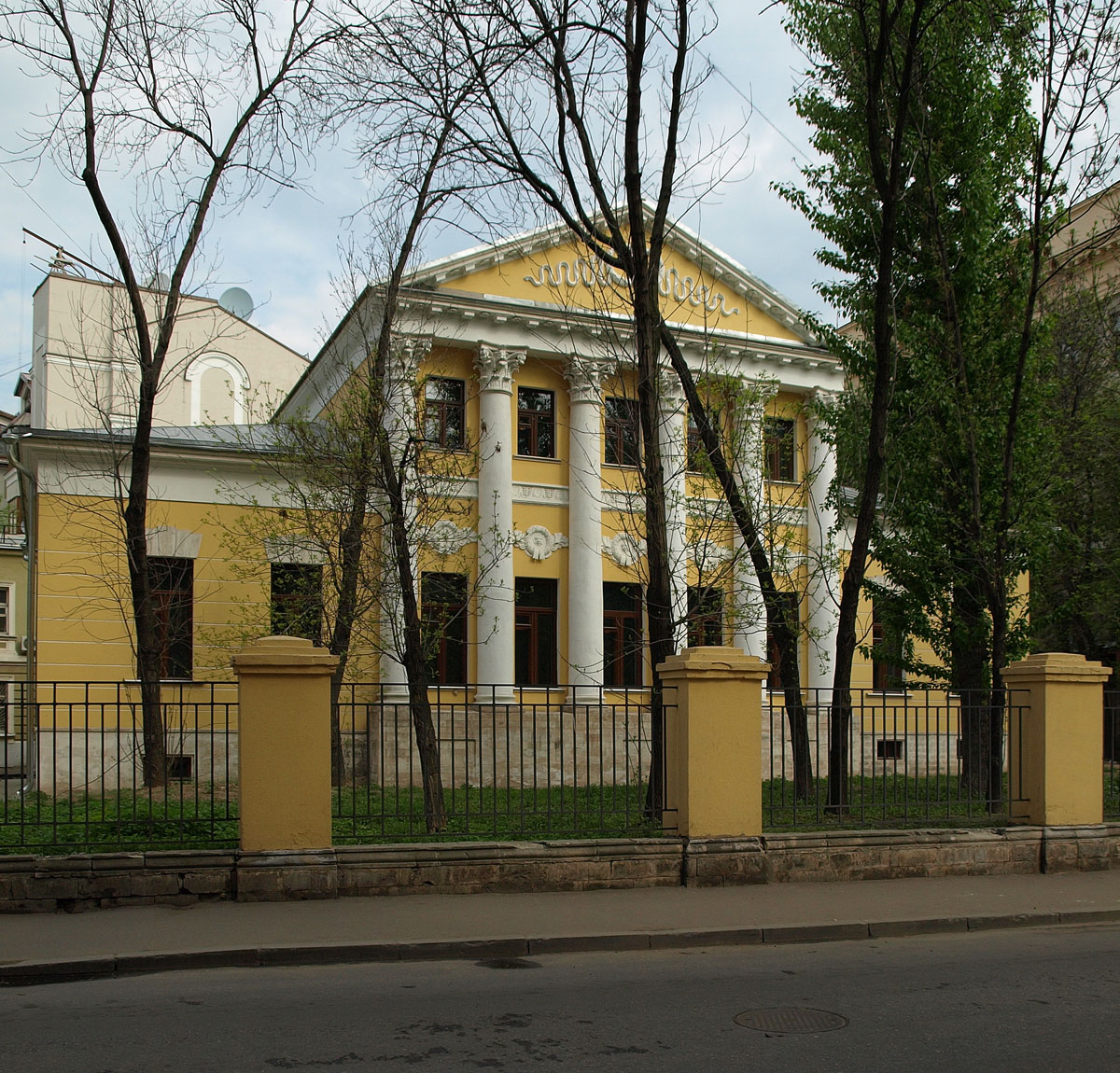
Ehemaliges Wohnhaus von Sergei Aksakow (2008)

Die Siwzew-Wraschek-Gasse (russisch переулок Сивцев Вражек pereulok Siwzew Wraschek) ist eine Straße, die an der Grenze der Bezirke Arbat und Chamowniki im Zentralen Verwaltungsbezirk Moskaus liegt. Sie führt radial vom Gogol-Boulevard (ein Abschnitt des Boulevardrings) westwärts zu der Deneschnygasse in der Nähe von Außenministerium am Gartenring und liegt zwischen der Straße Arbat und der Gagarinski-Gasse. Die Länge beträgt 0,87 Kilometer.
Die Gasse war unter anderem der Wohnort von Alexander Herzen und Fjodor Tolstoi, einem Onkel von Leo Tolstoi sowie Sergei Rachmaninow, Marschall Alexander Wassilewski, Marschall der Flieger Iwan Koschedub und andere.
In Boris Pasternaks Roman Doktor Schiwago befindet sich in dieser Straße der Wohnsitz der Familie Gromeko. Nach dieser Gasse benannt ist auch Michail Ossorgins Roman Siwzew Wraschek (1928/29), der hier in den Jahren 1914 bis 1920 spielt und 2015 unter dem Titel Eine Straße in Moskau neu ins Deutsche übersetzt wurde.

## Benennung
Die Gasse bekam ihren Namen nach einer Schlucht, an deren Boden der Fluss Siwez (oder Siwka) floss. Wraschek (Owraschek) bedeutet „kleine Schlucht“, und Siwzew Wraschek ist eine „Schlucht des Siwez“. Siwka ist ein Flüsschen mit annähernd achthundert Metern Länge, ein Zufluss des Flusses Tschertoryi. Siwez/Siwka bedeutet „grau“. Im 18. Jahrhundert war die Schlucht mit Erde bedeckt, die Siwka floss zuerst in einem Kanal, am Anfang des 19. Jahrhunderts wurde sie in einem unterirdischen Rohr verdolt so wie der Tschertoryi (ein Moskwa-Zufluss). Die Gasse hatte im Laufe der Zeit verschiedene Namen – Troizki, Protasjewski, Podjatscheski, in den 1910er-Jahren bekam sie den Namen Siwzew-Wraschek.

## Beschreibung
An der Gasse befinden sich unter anderem:
- Nr. 27. Herzen-Museum. Ein Herrenhaus aus den 1820er-Jahren. Alexander Herzen lebte hier von 1843 bis 1847. Seit 1976 befindet sich hier das Museum.
- Nr. 26/28. Poliklinik №1 der Verwaltung von Angelegenheiten des Präsidenten der Russischen Föderation. Das Gebäude wurde im Stil des stalinistischen Klassizismus 1938–1950 erbaut an der Stelle des Wohnhauses, in dem Sergei Tanejew und Fjodor Tolstoi gelebt hatten.
- Nr. 43. Schablykina-Wohngebäude von 1906. Hier lebte 1920–1942 Michail Nesterow.
- Nr. 30/1. Aksakow-Wohnhaus von 1822.
- Nr. 34. Tolstoi-Haus. Es wurde in den 1830er-Jahren erbaut. Lew Tolstoi lebte hier 1848–1851.
- Nr. 22A und 24/2. Zweistockige Gebäude aus dem 19. Jahrhundert. Im Haus 22A lebte Marija Jermolowa.
- Nr. 9. Ein Wohngebäude für Kriegsherren. Hier lebten Georgi Baidukow, Artschil Gelowani, Efim Smirnow, Nikolai Schestopalow sowie Jewgeni Wutschetitsch.
- Nr. 31. Auch ein Wohngebäude für Kriegsherren. Hier lebten unter anderem Alexander Wassilewski, Iwan Bagramjan, Iwan Koschedub, Walentin Warennikow.

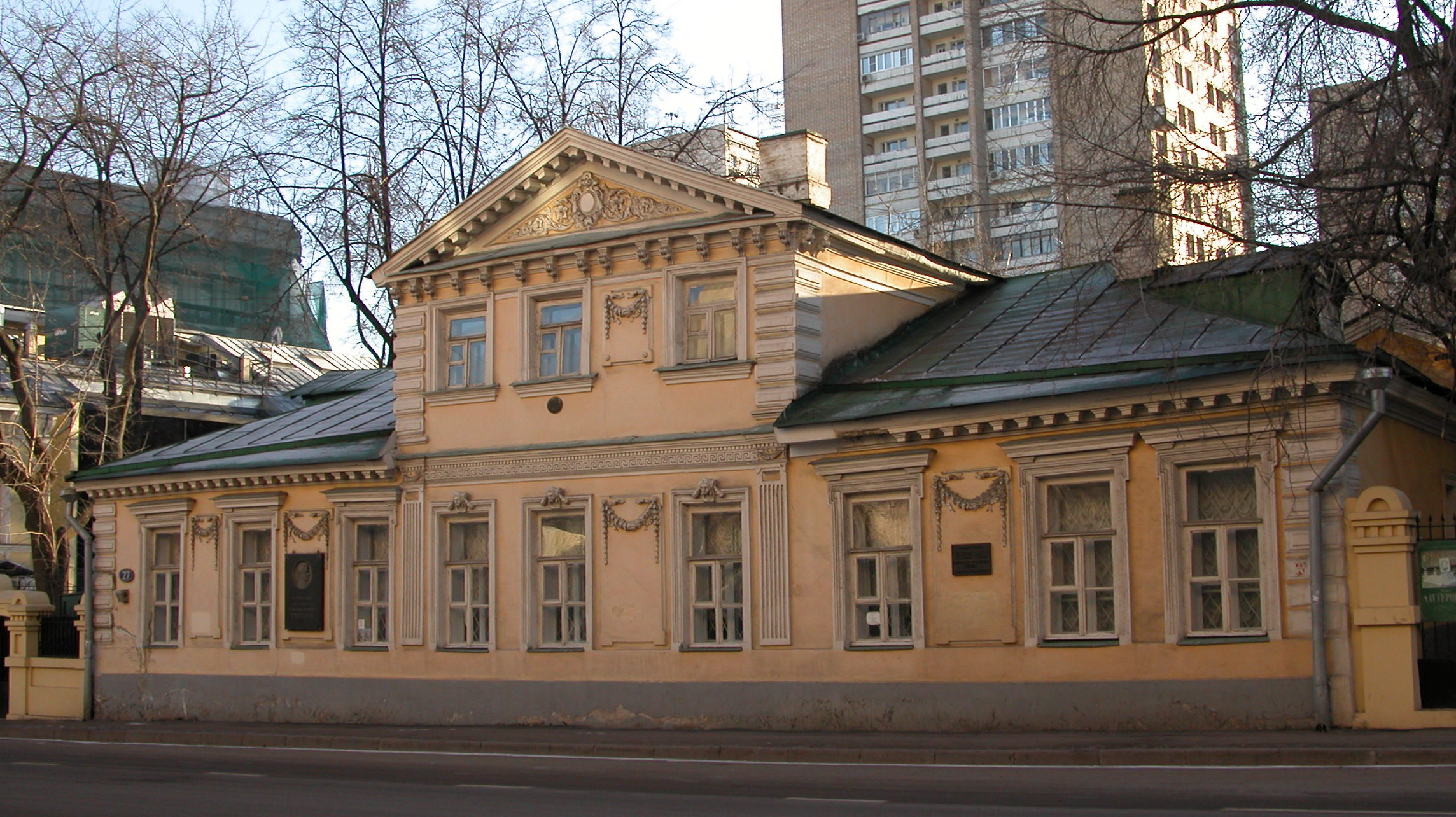
Hausnummer 27
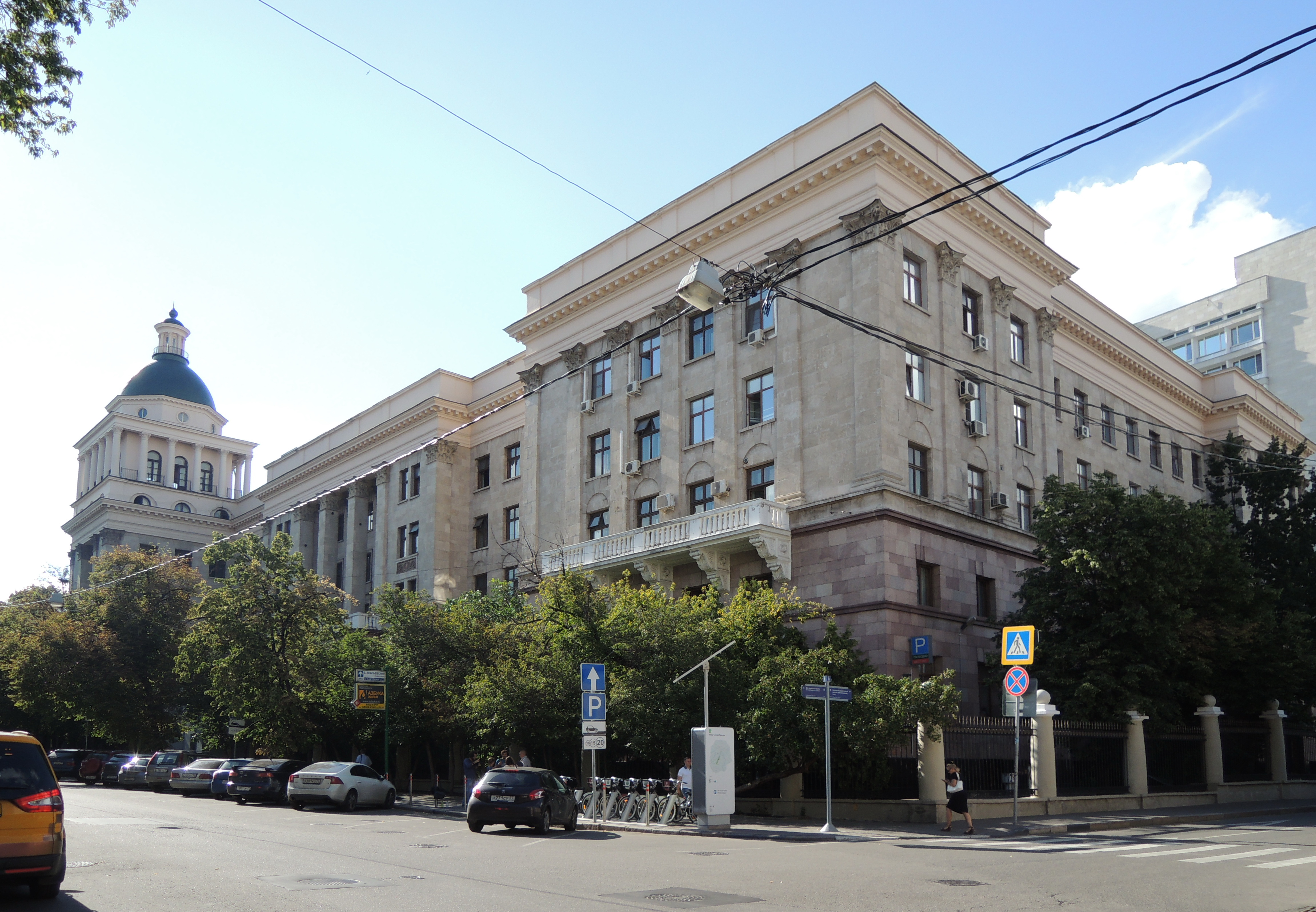
Hausnummer 26/28:
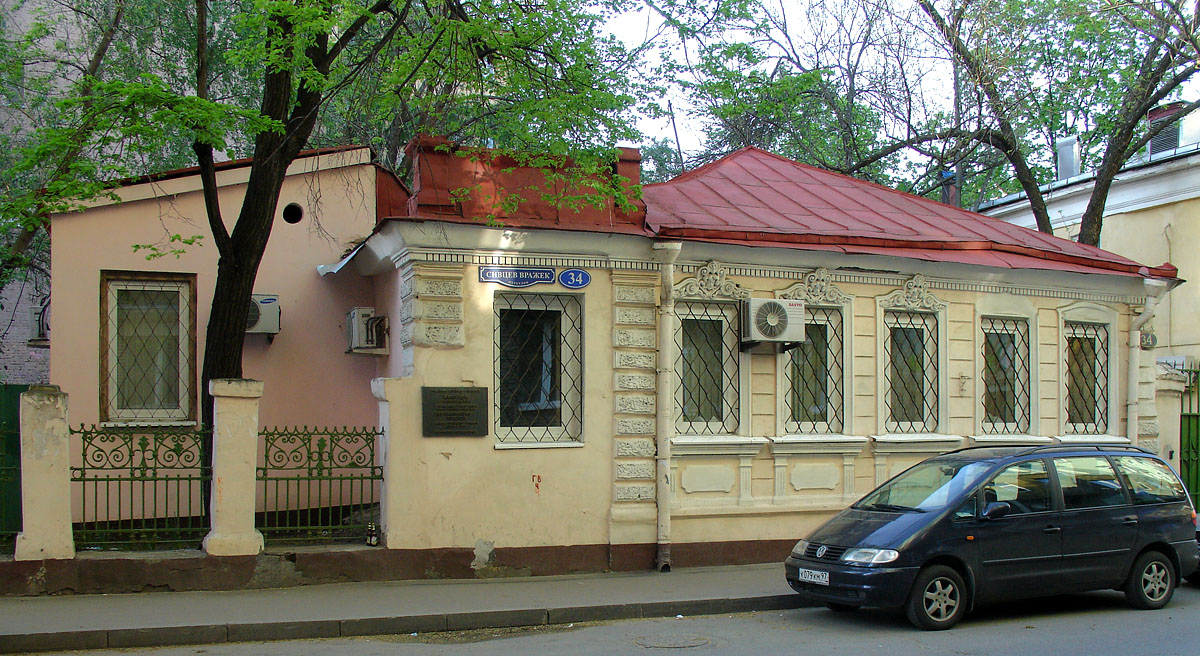
Hausnummer 34
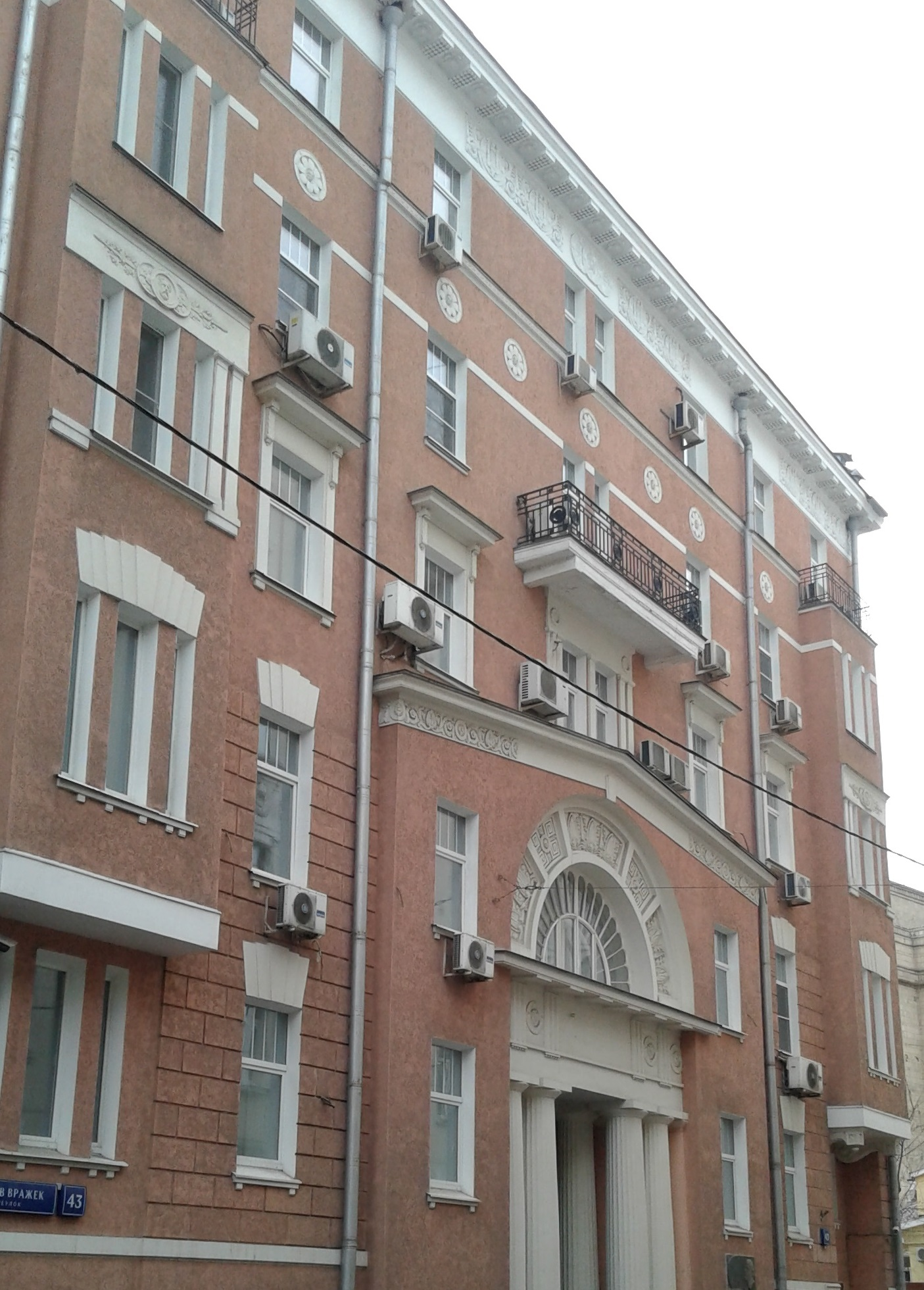
Hausnummer 43
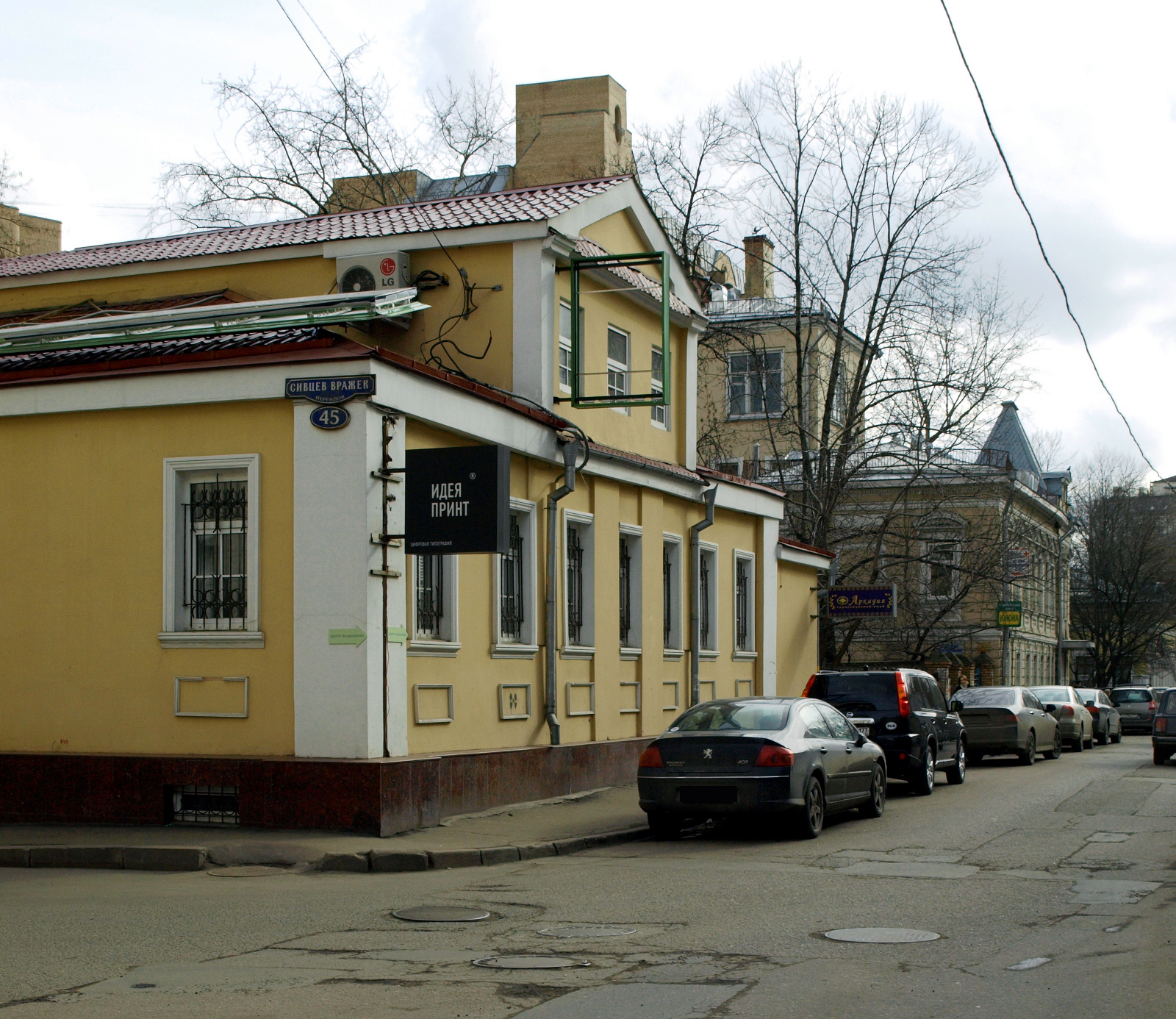
Hausnummer 45